# ویرنگکوپم
ویرنگکوپم (به انگلیسی: Veerangkuppam) یک روستا در هند است که در تامیل نادو واقع شده‌است.